# 도미닉 라브

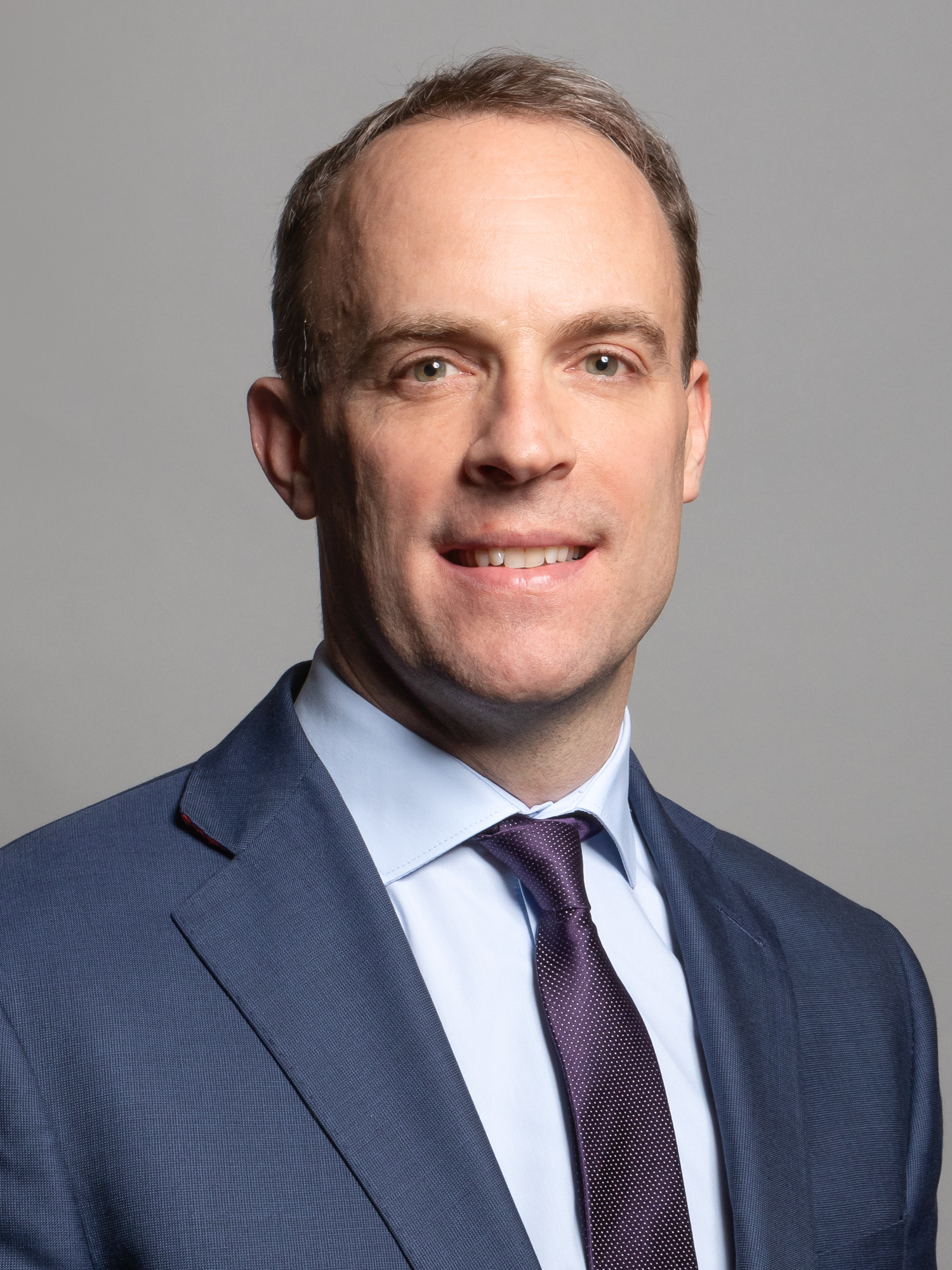
도미닉 라브

도미닉 레니 라브(영어: Dominic Rennie Raab, 1974년 2월 25일 ~ )는 영국의 정치인으로 2021년 9월 이래 수석비서 및 영국 법무장관을 지내고 있다. 보수당 소속으로, 2010년 이래 애셔-월튼 선거구의 국회의원으로도 재직하고 있다.
버킹햄셔 출신으로, 챌러너 중학교에서 수학했으며 옥스퍼드 대학교 레이디 마거릿 홀에서 법학 학위를 수여받았고 1995년 캠브리지 대학교 지저스 칼리지에 대학원 과정에 진학해 석사학위를 취득했다. 런던의 링클레이터스 및 인권단체 리버티에서 일했으며, 브뤼셀에서 유럽 연합 및 세계무역기구의 조언자로도 활동했다. 1998년 오슬로 평화협정 당시 팔레스타인 해방기구 측 협상가로 일했으며, 서안지구에서 세계은행 프로젝트 이행을 평가하기도 했다. 2000년 여왕 폐하의 외교관 서비스에 참가해 헤이그에서 변호사로 활동하면서 전범들을 법정으로 송환하기도 했다. 이후 런던으로 돌아와서 외무영연방부에서 아랍-이스라엘 분쟁, 유럽 연합, 지브롤터 관련 고문으로 일했다.
2006년부터 2010년까지 국회에서 데이비드 데이비스 예비 내무장관과 예비 법무장관 도미닉 그리브 장관의 참모장을 지냈으며, 2010년 당선되어 원내에 입성했다. 2015년 데이비드 캐머런 총리는 라브를 법무부 차관으로 임명했으며, 2017년 테리사 메이 내각이 출범한 이후 평의원으로 복귀했다. 2017년 총선 이후 법정법무부 차관으로 임명되었으며, 2018년 1월 개각 이후 지역사회 지방정부부 차관으로 이동했다.
2018년 7월 데이비드 데이비스의 사임 이후 신임 유럽연합 탈퇴부 장관으로 임명되었다. 하지만 2주 후 메이 총리는 라브 장관이 브렉시트 협상에 더 유리하다고 판단해 그에게 브렉시트 협상을 대행하게 했다. 라브 본인은 내치 대비를 감독하기를 희망했으며, 4개월 후 메이 총리의 브렉시트 협상에 반대해 장관직을 사임했다. 2019년 5월 메이 총리가 사임을 발표한 이후 보수당 전당대회에 도전했으나, 2차 투표에서 탈락한 이후 보리스 존슨 총리를 지지했다. 이후 존슨 총리가 당선되고 임명되자, 라브는 7월 24일 외무영연방부 장관 및 수석비서로 임명되었다. 